# Colletes aberrans
Colletes aberrans är en biart som beskrevs av Cockerell 1897. Den ingår i släktet sidenbin och familjen korttungebin. Inga underarter finns listade i Catalogue of Life.

## Utseende
Ansiktet och mellankroppen är täckta av vit päls, som kan ha en svag, beige nyans på mellankroppens ryggsida. Bakkroppens segment (tergiterna) är nästan hårlösa i den främre delen, men bakkanterna har täta, vita hårband. Honan är påtalgigt större än hanen med en medellängd av 10 till 11 mm mot hans 8 till 9 mm.

## Ekologi
Arten flyger från mitten av juni till mitten av augusti, och besöker ärtväxter som sötväpplingssläktet, Dalea och Petalostemum.

## Utbredning
Arten förekommer i västra USA och sydvästra Kanada (Alberta). I norra USA kan den gå österut till Wisconsin, Illinois och Michigan.